# Thérapie d'interaction parent-enfant
 (décembre 2016).
Si vous disposez d'ouvrages ou d'articles de référence ou si vous connaissez des sites web de qualité traitant du thème abordé ici, merci de compléter l'article en donnant les références utiles à sa vérifiabilité et en les liant à la section « Notes et références ».
En pratique : Quelles sources sont attendues ? Comment ajouter mes sources ?
La thérapie d'interaction parent–enfant (parent-child interaction therapy ou PCIT) est un programme de formation parentale de type comportemental développé par Sheila Eyberg pour les enfants âgés entre 2 et 7 ans et leurs aidants.
La thérapie PCIT est un traitement fondé sur des preuves (Evidence Based Treatment - EBT) pour les jeunes enfants ayant des troubles de comportement et des troubles émotionnels, qui met l'accent sur l'amélioration de la qualité de la relation parent-enfant et sur le changement des patterns d'interaction entre parents et enfants.
La présence de troubles du comportement est la raison la plus courante pour l'orientation des jeunes enfants vers les services de santé. Ces troubles peuvent varier de comportements mineurs comme répondre à ses parents, à des actes plus importants comme l'agression. Les troubles du comportement traités les plus souvent peuvent être classés comme des troubles oppositionnels avec provocation (TOP) ou des troubles des conduites, en fonction de la gravité du comportement et de la nature de la présentation des problèmes. Souvent, les troubles sont associés avec un déficit de l'attention avec hyperactivité (TDAH). La thérapie PCIT utilise une méthode unique qui combine la thérapie comportementale, la thérapie par le jeu, et la formation des parents, pour enseigner  des techniques de discipline plus efficaces et pour améliorer la relation parent–enfant.
Cette thérapie, basée sur la théorie développementale de la parentalité de Diana Baumrind, enseigne un style parental démocratique (ou directif) positive et adaptée à l'âge de l'enfant, qui combine un soutien chaleureux et protecteur et la mise en place de limites, adaptées à l'âge. Le PCIT s'inspire à la fois des théories de l'attachement et des théories de l'apprentissage social.

## Les étapes du PCIT
La thérapie PCIT est divisée en deux phases de traitement, avec dans un premier temps le développement de la relation (Interaction Dirigée par l'enfant) et dans un second temps la formation à la discipline (Interaction Dirigée par le Parent). L'interaction dirigée par l'enfant (IDE) met l'accent sur le renforcement de l'attachement parent-enfant, elle représente la fondation pour la deuxième phase. L'interaction dirigée par le parent (IDP), met l'accent sur la structure et sur une approche constante et régulière des techniques de gestion du comportement de l'enfant. Chaque phase commence avec une séance didactique d'enseignement pour les parents, qui assistent à la séance sans leur enfant, suivie par une série de séances de coaching hebdomadaire pour chaque phase, sur des moments de jeu des parents avec l'enfant.[réf. nécessaire]

### L'interaction Dirigée par l'enfant
L'interaction dirigée par l'enfant (IDE) est une phase du PCIT qui vise à développer un lien fort positif et protecteur entre le parent et l'enfant à travers une forme de thérapie par le jeu. Les Parents apprennent une liste de techniques à faire et à ne pas faire à utiliser lors de l'interaction avec leur enfant. Ils utilisent ces techniques au cours d'une courte période quotidienne de jeu avec leur enfant appelée temps spécial. L'objectif de cette phase est de construire et d'augmenter l'estime de soi de l'enfant tout en augmentant les comportements sociaux positifs.

#### Les techniques FIER De
Les parents apprennent un acronyme de techniques à utiliser au cours du temps spécial avec leurs enfants.
FIER De signifie:
- F – Féliciter
- I – Imiter
- E – Être enthousiaste
- R – Répéter
- De – Décrire

Cet acronyme est un rappel pour que les parents décrivent les actions de leur enfant, répètent ce que leur enfant dit, imitent le jeu de leur enfant, fassent des éloges sur les actions positives de leur enfant, et essayent d'apprécier ce temps spécial. Lors de ce moment, les parents sont encouragés à éviter les questions, les consignes et les critiques, et à combiner les techniques FIER De avec le retrait d'attention (ignorer les troubles du comportement mineurs qui ne sont pas destructifs ni agressifs). Puisque le PCIT peut être utilisé à partir de l'âge de 2 ans jusqu'à 7 ans, le coaching prend en compte les différences de développement à chaque âge et enseigne aux parents à être attentifs à ces différences. Les parents sont encouragés à faire des éloges spécifiques et à répéter toutes les tentatives de leur enfant pour communiquer verbalement, puisque les compétences langagières de l'enfant sont en train de se développer en même temps.

### L'interaction dirigée par le parent
L'interaction dirigée par le parent est une phase du PCIT qui vise à enseigner aux parents des techniques de disciplines plus efficaces à travers une forme de thérapie par le jeu et de  thérapie comportementale. Tout comme pour l'IDE, l'IDP possède également des techniques à suivre pour gérer efficacement les comportements perturbateurs de l'enfant. Les parents apprennent tout d'abord à donner des consignes efficaces. Les consignes doivent être toujours énoncées positivement, elles doivent être directes, spécifiques, données sur un ton neutre pour une chose à la fois et doivent être adaptées à l'âge de développement. Les conséquences pour l'obéissance ou la non-obéissance à ces consignes doivent être constantes et régulières.
Les Parents doivent faire suivre l'obéissance d'éloges spécifiques et la non-obéissance d'une procédure de temps de retrait sur une chaise. Au cours des séances IDP les parents donnent des consignes durant le temps de jeu et les font suivre avec la conséquence adaptée.

## Mesures
Les thérapeutes PCIT évaluent le progrès des familles tout au long de la thérapie PCIT de plusieurs façons. Tout d'abord, grâce à l'observation et à la cotation des interactions parent-enfant, à l'aide du système de cotation de la dyade parent-enfant (Dyadic Parent-Child Interaction Coding System DPICS), au début de chaque séance. Ces observations sont utilisées à la fois pour sélectionner les compétences à cibler au cours de la séance et également pour déterminer à quel moment les parents atteignent les critères pour passer d'une phase de traitement à l'autre et pour finir le traitement. Avant chaque séance, les parents remplissent également l'échelle d'intensité de l’inventaire des comportements de l'enfant d'Eyberg (Eyberg Child Behavior Inventory - ECBI), qui mesure la fréquence actuelle des comportements perturbateurs de l'enfant à la maison. Le thérapeute marque le score hebdomadaire sur un graphique pour suivre les progrès de l'enfant et montre ce graphique aux parents à divers moments du traitement. Enfin, en plus de ces critères, le traitement continue jusqu'à ce que les parents disent avoir confiance dans leur capacité à gérer le comportement de leur enfant et se sentent prêts à mettre fin au traitement.

## Applications
La thérapie PCIT a été utilisée pour les familles qui se montrent violents et les enfants opposants. Elle peut aussi être utilisée avec les enfants maltraités.
La thérapie PCIT est un modèle qui a montré son efficacité auprès d'enfants avec troubles oppositionnels avec provocation et qui a aussi été récemment[Quand ?] appliquée avec succès pour les enfants avec troubles du spectre de l'autisme (TSA),,. Actuellement[Quand ?], de nombreuses recherches ont été réalisées sur la façon dont le PCIT peut être utilisé pour maintenir les populations dont la parentalité est difficile, dans le traitement,. De plus, de nombreuses études ont montré le succès de l'adaptation de la thérapie PCIT à plusieurs formats : en groupe,, à domicile ou encore à l'école,. Les recherches ont montré que les compétences apprises grâce aux séances de formation PCIT se généralisent à la maison. La thérapie PCIT est largement utilisée aux États-Unis, ainsi que dans d'autres pays du monde entier : Australie, Allemagne, Chine, Japon, Hong Kong, Norvège, Pays-Bas,, Corée du Sud, Taiwan, Nouvelle-Zélande, et Chypre.

## Cost-effectiveness
La thérapie d'interaction parent-enfant (PCIT) s'est révélée être une approche avec un bon rapport coût-efficacité. La manière dont le rapport coût-efficacité a été mesuré en comparant le ratio du coût du traitement aux gains au niveau du comportement, mesuré par une amélioration cliniquement significative par le CBCL (réduction des troubles du comportement entre 17 et 61 %).